# George Cholmondeley, I marchese di Cholmondeley
George James Cholmondeley, I marchese di Cholmondeley (Hardingstone, 11 maggio 1749 – Londra, 10 aprile 1827), è stato un politico e nobile britannico.

## Biografia

### I primi anni
Era il figlio di George Cholmondeley, visconte Malpas (1724-1764), e di sua moglie, Hester Edwards (1728-1794). Suo nonno paterno era George Cholmondeley, III conte di Cholmondeley, ed egli era un discendente diretto di Sir Robert Walpole, primo Primo Ministro della Gran Bretagna.
Studiò a Eton College. Nel gennaio 1776, iniziò una relazione con Grace Dalrymple Elliott. Grace era legalmente separata dal marito, il dottor John Eliot, da cui avrebbe divorziato alcuni mesi dopo. La loro relazione durò tre anni in tutto.

### Carriera
Nel 1770 successe al nonno come conte di Cholomondeley ed entrò nella Camera dei lord. Nel mese di aprile 1783 venne ammesso al Consiglio della Corona e nominato Capitano degli Yeomen della guardia, durante il governo del duca di Portland, incarico che ricoprì fino al dicembre dello stesso anno. Fu inoltre lord luogotenente del Cheshire dal 1770 al 1783 e vice ammiraglio del Cheshire dal 1770 al 1827. L'esploratore britannico George Vancouver gli dedicò lo Stretto di Cholmondeley, nell'Alaska sudorientale, nel 1793.

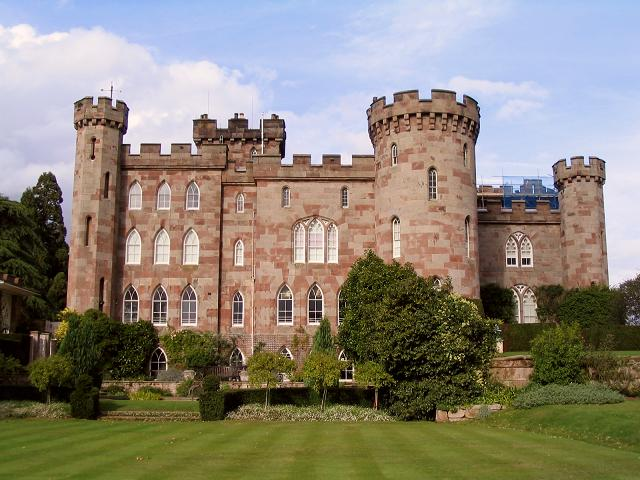
Il castello di Cholmondeley che il primo marchese fece ricostruire nelle forme attuali su suo progetto tra il 1801 ed il 1805

Divenne Lord Steward of the Household durante l'amministrazione di Spencer Perceval nel maggio del 1812 e rimase in carica anche dopo l'assassinio di quest'ultimo sino al 1821, sotto il governo di lord Liverpool. Nel 1815 venne creato conte di Rocksavage, nella Contea di Chester, e marchese di Cholmondeley.
Nel 1797 ereditò la residenza di Houghton Hall, nel Norfolk, dal prozio Horace Walpole, ma preferì vivere al castello di Cholmondeley, nel Cheshire, che fece ricostruire su suo stesso progetto nel 1801-1805.
Morì il 10 aprile 1827, all'età di 77 anni.

## Matrimonio e figli

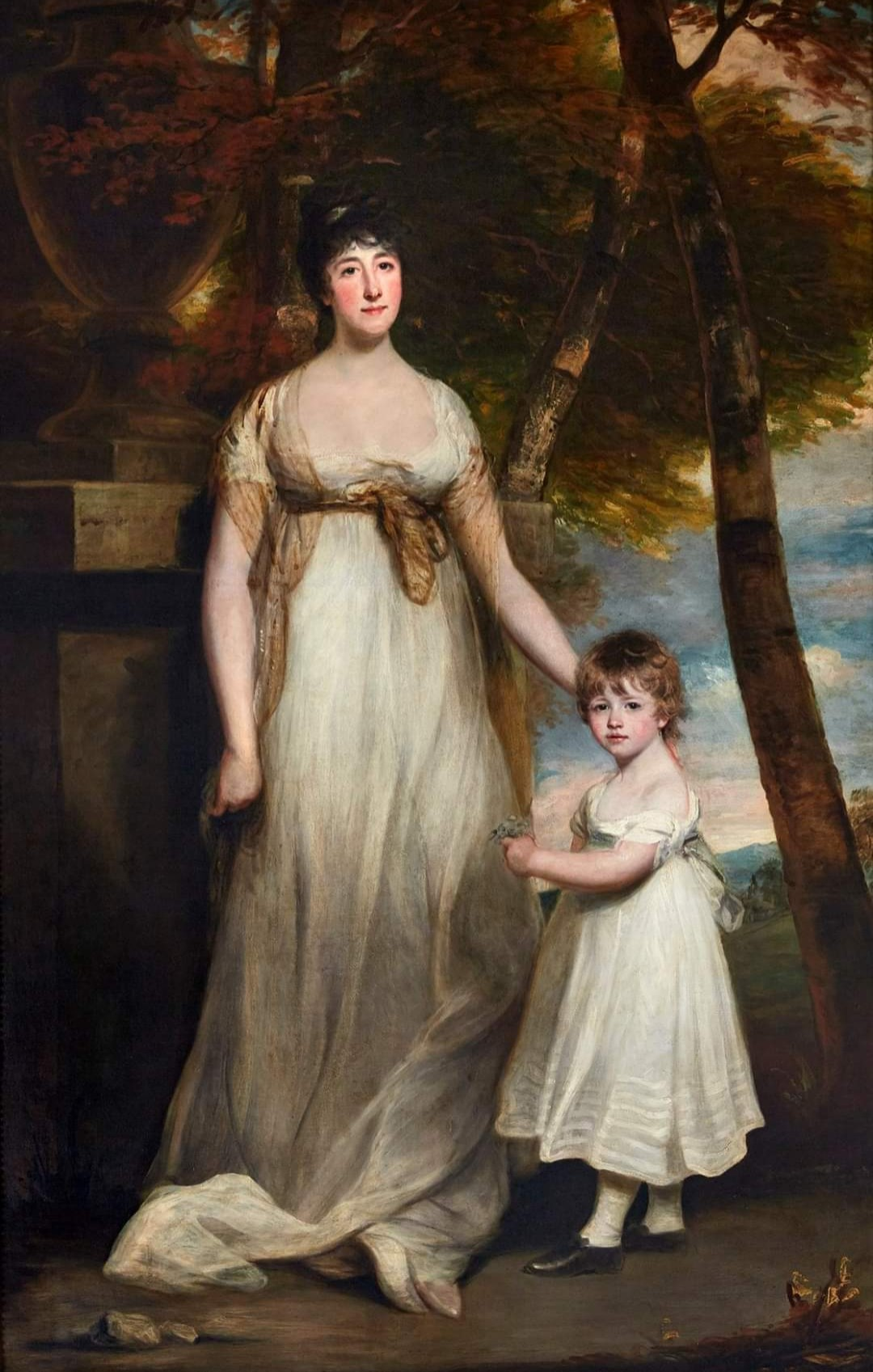
Lady Cholmondeley e suo figlio William Henry Hugh Cholmondeley (1805), in ritratto di Charles Turner.

Sposò, il 25 aprile 1791, Georgiana Charlotte Bertie (7 agosto 1764-23 giugno 1838), figlia del generale Peregrine Bertie, III duca di Ancaster e Kesteven e di Mary Panton. Ebbero tre figli:
- George Cholmondeley, II marchese di Cholmondeley (1792-1870);
- Charlotte Georgiana (?-1828), sposò il Hugh Seymour, ebbero un figlio;
- William Cholmondeley, III marchese di Cholmondeley (1800-1884);

Prima e durante il suo matrimonio, lord Cholmondeley ebbe una serie di relazioni amorose e di amicizie discutibili che lo resero un personaggio noto in società. Da una sua relazione con madame St-Albin, con la quale ebbe una figlia, Harriet Cholmondeley. Fu intimo amico anche di Gertrude Mahon e Kitty Frederick oltre che della già citata Grace Elliott. Secondo il libro delle scommesse di Brooks's, noto club per gentiluomini londinesi, lord Cholmondeley una volta scommise due ghinee con lord Derby che sarebbe riuscito ad avere un rapporto sessuale con una donna a bordo di una "mongolfiera a più di mille metri da terra". Non è noto se la scommessa si sia mai concretizzata né se, eventualmente, sia stata vinta dal nobiluomo.

## Ascendenza
|                                                 |                                     |                                    | Genitori                              |  |  | Nonni |  |  | Bisnonni                                      |  |  | Trisnonni                                    |  |
|                                                 |                                     |                                    |                                       |  |  |       |  |  | George Cholmondeley, II conte di Cholmondeley |  |  | Robert Cholmondeley, I visconte Cholmondeley |  |
|                                                 |                                     |                                    |                                       |  |  |       |  |  | George Cholmondeley, II conte di Cholmondeley |  |  | Robert Cholmondeley, I visconte Cholmondeley |  |
|                                                 |                                     | Elizabeth Cradock                  |                                       |  |  |       |  |  | George Cholmondeley, II conte di Cholmondeley |  |  |                                              |  |
| George Cholmondeley, III conte di Cholmondeley  |                                     |                                    |                                       |  |  |       |  |  | George Cholmondeley, II conte di Cholmondeley |  |  |                                              |  |
|                                                 |                                     | Elizabeth van Ruyterburgh          | Albert Willemsz van Ruytenburgh       |  |  |       |  |  |                                               |  |  |                                              |  |
|                                                 |                                     | Elizabeth van Ruyterburgh          | Albert Willemsz van Ruytenburgh       |  |  |       |  |  |                                               |  |  |                                              |  |
|                                                 |                                     | Elizabeth van Ruyterburgh          | Wilhelmina Anna van Nassau-Beverweerd |  |  |       |  |  |                                               |  |  |                                              |  |
| George Cholmondeley, visconte Malpas            |                                     | Elizabeth van Ruyterburgh          |                                       |  |  |       |  |  |                                               |  |  |                                              |  |
|                                                 |                                     | Robert Walpole, I conte di Orford  | Robert Walpole                        |  |  |       |  |  |                                               |  |  |                                              |  |
|                                                 |                                     | Robert Walpole, I conte di Orford  | Robert Walpole                        |  |  |       |  |  |                                               |  |  |                                              |  |
|                                                 |                                     | Robert Walpole, I conte di Orford  | Mary Burwell                          |  |  |       |  |  |                                               |  |  |                                              |  |
| Lady Mary Walpole                               |                                     | Robert Walpole, I conte di Orford  |                                       |  |  |       |  |  |                                               |  |  |                                              |  |
|                                                 |                                     | Catherine Shorter                  | Sir John Shorter                      |  |  |       |  |  |                                               |  |  |                                              |  |
|                                                 |                                     | Catherine Shorter                  | Sir John Shorter                      |  |  |       |  |  |                                               |  |  |                                              |  |
|                                                 |                                     | Catherine Shorter                  | Elizabeth Phillips                    |  |  |       |  |  |                                               |  |  |                                              |  |
| George Cholmondeley, I marchese di Cholmondeley |                                     | Catherine Shorter                  |                                       |  |  |       |  |  |                                               |  |  |                                              |  |
|                                                 | Sir Francis Edwardes, III baronetto | Sir Francis Edwardes, II baronetto |                                       |  |  |       |  |  |                                               |  |  |                                              |  |
|                                                 | Sir Francis Edwardes, III baronetto | Sir Francis Edwardes, II baronetto |                                       |  |  |       |  |  |                                               |  |  |                                              |  |
|                                                 | Sir Francis Edwardes, III baronetto | Eleanor Warburton                  |                                       |  |  |       |  |  |                                               |  |  |                                              |  |
| Sir Francis Edwardes, IV baronetto              | Sir Francis Edwardes, III baronetto |                                    |                                       |  |  |       |  |  |                                               |  |  |                                              |  |
|                                                 |                                     | Susan Harvay                       | …                                     |  |  |       |  |  |                                               |  |  |                                              |  |
|                                                 |                                     | Susan Harvay                       | …                                     |  |  |       |  |  |                                               |  |  |                                              |  |
|                                                 |                                     | Susan Harvay                       | …                                     |  |  |       |  |  |                                               |  |  |                                              |  |
| Hester Edwardes                                 |                                     | Susan Harvay                       |                                       |  |  |       |  |  |                                               |  |  |                                              |  |
|                                                 |                                     | John Lacon                         | …                                     |  |  |       |  |  |                                               |  |  |                                              |  |
|                                                 |                                     | John Lacon                         | …                                     |  |  |       |  |  |                                               |  |  |                                              |  |
|                                                 |                                     | John Lacon                         | …                                     |  |  |       |  |  |                                               |  |  |                                              |  |
| Hester Lacon                                    |                                     | John Lacon                         |                                       |  |  |       |  |  |                                               |  |  |                                              |  |
|                                                 |                                     | Jane Alport                        | …                                     |  |  |       |  |  |                                               |  |  |                                              |  |
|                                                 |                                     | Jane Alport                        | …                                     |  |  |       |  |  |                                               |  |  |                                              |  |
|                                                 |                                     | Jane Alport                        | …                                     |  |  |       |  |  |                                               |  |  |                                              |  |
|                                                 |                                     | Jane Alport                        |                                       |  |  |       |  |  |                                               |  |  |                                              |  |